# Erdélyi Fejedelemség (1711–1867)
Az Erdélyi Fejedelemség (Habsburg birodalmi tartományként) 1765-től Erdélyi Nagyfejedelemség magyar koronatartomány, 1804-től pedig osztrák koronatartomány  volt, amelyet a Habsburg Birodalom (később Osztrák Birodalom) Habsburg-házi és Habsburg-Lotaringiai-házi uralkodói uraltak. Miután az oszmánokat kiűzték a középkori Magyar Királyság területeinek nagy részéből, a Rákóczi-szabadságharc (1703-1711) bukása után a Habsburg-dinasztia az Erdélyi Fejedelemség egykori területeit követelte a címükben, a " Magyar király " címben. Az 1848-as forradalom idején a magyar kormány az 1848. évi áprilisi törvényekkel  kikiáltotta az uniót Erdéllyel. Az erdélyi országgyűlés május 30-i megerősítése és a király június 10-i jóváhagyása után  Erdély ismét Magyarország, valamint a szabadságharc idején fennálló Magyar Állam szerves részévé vált. Meg kell itt jegyezni, hogy e döntés eredményeként az erdélyi románok 1848-as forradalmi mozgalma  végül az unió miatt szembefordult a magyar forradalommal, és Erdélyben polgárháborús viszonyok alakultak ki a román és magyar foradalmi erők között, amelyek a polgári áldozatai is voltak. A forradalom bukása után az Olmützi alkotmány kimondta, hogy az Erdélyi Fejedelemség Magyarországtól teljesen független, külön koronaföld legyen. 1867-ben az osztrák-magyar kiegyezés eredményeként a fejedelemség újra egyesült Magyarországgal, és Szent István Koronájának Országainak része lett. Ennek eredményeként az erdélyi románok politikai passzivitásba vonultak, és nem vettek részt az országgyűlési választásokon, a Monarchia széteséséig.

## Történelem

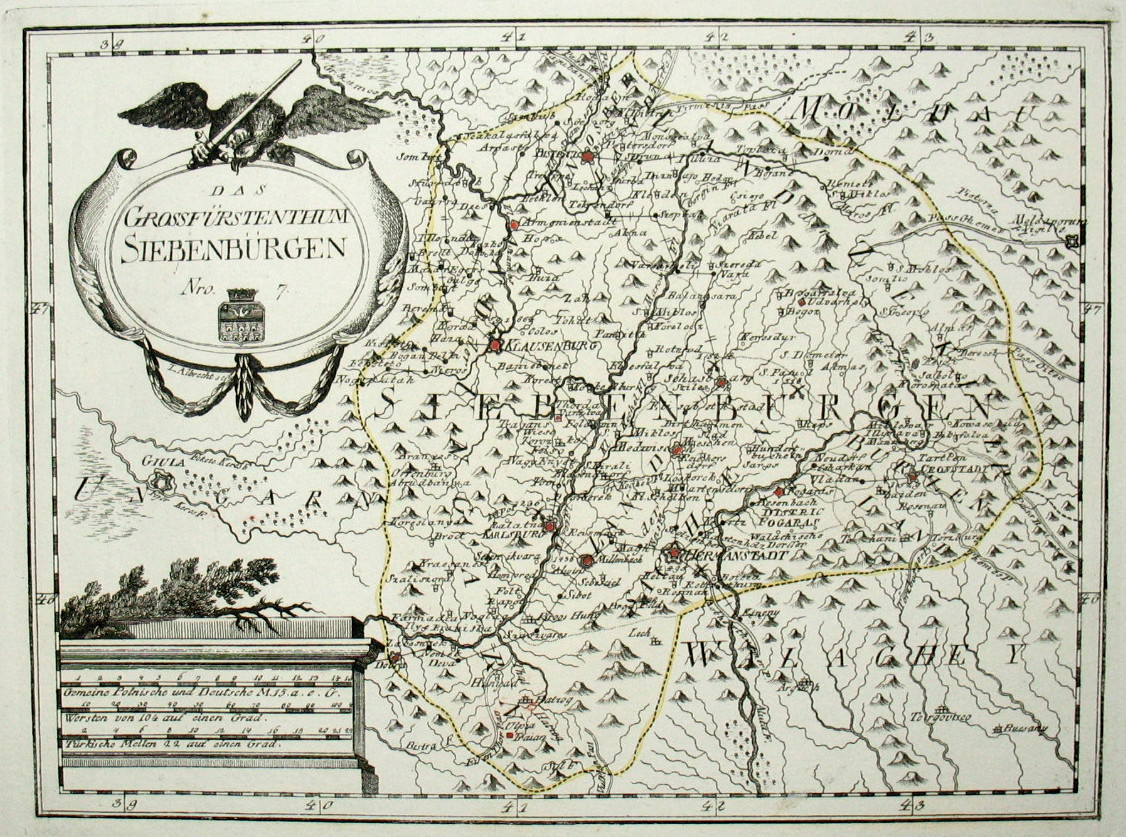
Erdélyi Nagyfejedelemség 1791-ben

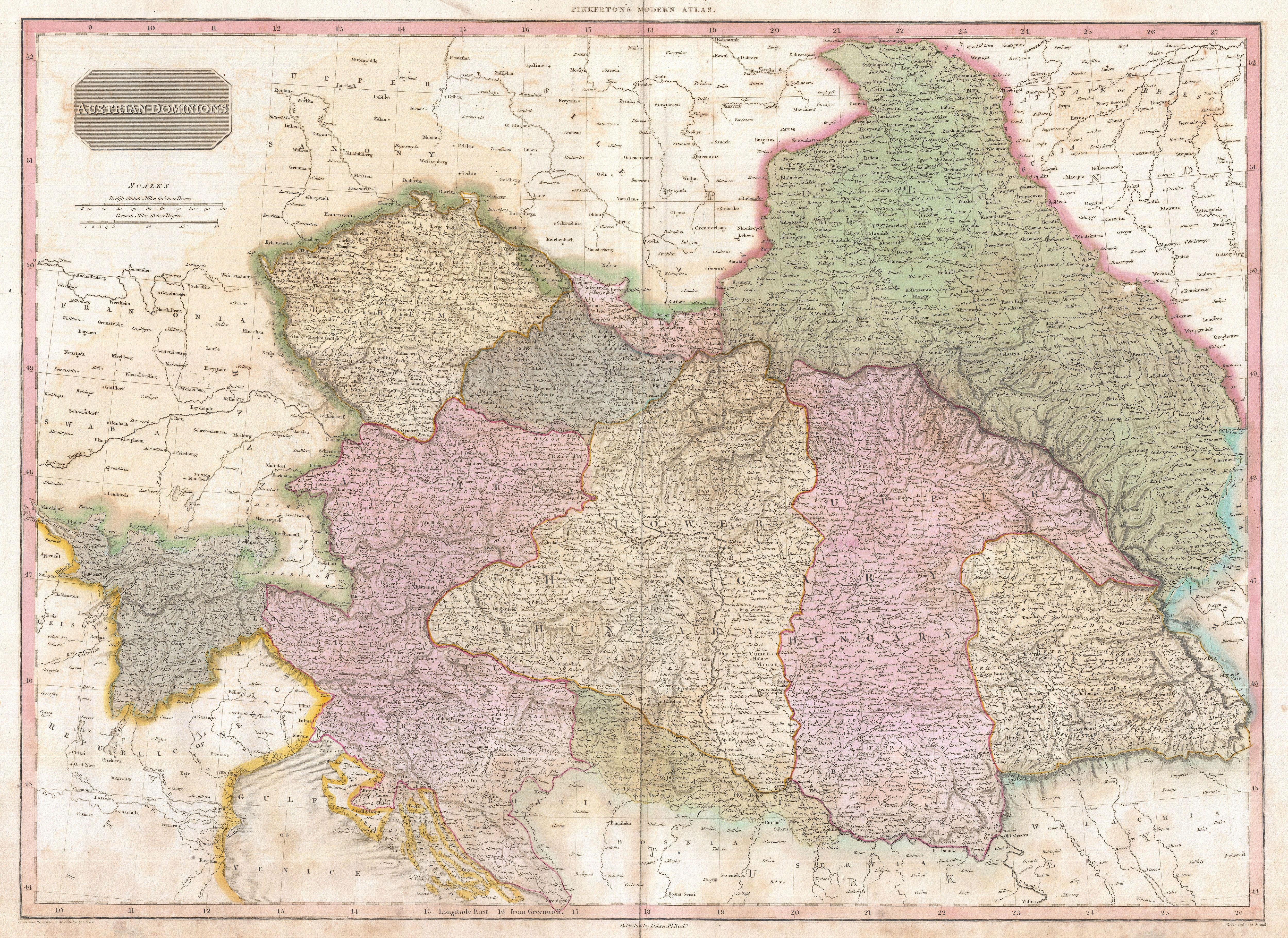
Erdély (sárgával - jobb oldalon) a Habsburg Monarchia katonai körzeteinek térképén (1818-as térkép az 1790-es évek végének helyzetét ábrázolva)

A Nagy Török Háborúban I. Lipót Habsburg császár elfoglalta az oszmán vazallus Erdélyi Fejedelemséget, és arra kényszerítette I. Apafi Mihály fejedelmet, hogy ismerje el uralmát "magyar királyi" minőségében. Apafi 1690-ben bekövetkezett halála után Lipót császár elrendelte a Diploma Leopoldinumot, amely az erdélyi területet a Habsburg-monarchiához csatolta. 1697-ben I. Mihály fia és örököse, II. Apafi Mihály fejedelem végül lemondott Erdélyről Lipót javára; az Osztrák Koronaföldek bővülését a Szent Liga és az Oszmán Birodalom között 1699-ben megkötött Karlócai béke erősítette meg.
A Rákóczi-féle szabadságharc kudarca után 1711-ben megkötötték a szatmári békét: megszilárdították a Habsburgok uralmát Erdélyben, és az erdélyi fejedelmeket Habsburg birodalmi helytartókra (Guberniumokra) váltották fel. 1765-ben Mária Terézia és fia, II. József császár kikiáltotta az Erdélyi Nagyfejedelemséget, megszilárdítva Erdély sajátos elkülönült státusát az 1691-es Diploma Leopoldinum által létrehozott Habsburg Monarchián belül.
Dél-Erdély körülbelül 1734-től koronaföld Felső-Ausztria, Stájerország és Karintia német ajkú földbirtokosainak településterülete lett, akiket a Habsburg Monarchia legkeletibb előőrsére száműztek. Nagyszeben (Hermannstadt) környékét a középkor óta az erdélyi szászok lakták; itt kellett a földbirtokosoknak a Nagy Török Háború idején elpusztított vidékeken letelepedniük.
Az erdélyi lakosság többsége román és magyar volt, nagy részük magyar főrendiházikanak dolgozó, a bizonytalan jobbágyság körülményei között élő paraszt volt. Az 1784-es erdélyi parasztfelkelés és a politikai egyenlőség minden követelése azonban hiábavaló volt.
Az 1848-as forradalom idején a magyar felkelők Erdély újraegyesítését szorgalmazták Magyarországgal – ellenezték az Avram Iancu vezette román (oláh) forradalmárok –, de a jobbágyság eltörlését is. Az 1848-as áprilisi törvények kimondták az újraegyesítést, de a magyar felkelés leverése után Erdély még évekig katonai igazgatás alatt maradt, és a Olmützi alkotmány az Erdélyi Nagyfejedelemséget külön koronatartományként határozta meg, amely teljesen független Magyarországtól.
1853-ban megszűnt az 1762-től fennálló Erdélyi Katonai Határőrvidék és ismét Erdély része lett.
A Nagyszebenben összehívott 1863-1864-es erdélyi országgyűlés kimondta, hogy a román nemzetet, nyelvet,kultúrát és vallást (görögkatolikus és keleti ortodox) a románokkal azonos rangra kell emelni. a többi nemzetet, ezzel teljes jogegyenlőséget biztosítva a románoknak Erdély többi lakosával. Szintén ebből az alkalomból a románok birtokolták először a helyek relatív többségét az erdélyi országgyűlésen, egy ideiglenes, liberális szabályozást követően (románok: 1 300 913 lakosra 48 képviselő; magyarokra: 568 172 lakosra 44 képviselő; szászokra: 33 képviselő 204 031 lakosra).
1865 szeptemberében a magyarsággal a magyarokkal megbékélést kereső császár a nyomasztó osztrák katonai és gazdasági válság közepette feloszlatta a nagyszebeni országgyűlést, és Kolozsváron új, a magyarságnak durván előnyben részesítő választójogi szabályozás szerint megválasztott országgyűlést hívott össze. oldal. Ez az új Erdélyi Országgyűlés 1865. november 19-én megszavazta a Magyarországhoz való csatlakozást. Az ezt követő osztrák-magyar kiegyezéssel megszűnt a magyar nemesség, a székelyek és az erdélyi szászok évszázados autonóm státusza, és az 1868. december  -án kodifikált Kettős Monarchia keretein belül az Erdélyi Nagyfejedelemség a tulajdonképpeni Magyarországhoz (Transzlajtániához) került.
A kiegyezés után, 1868. május 3-án, a mintegy 60 000 erdélyi paraszt részvételével zajló népgyűlésen az erdélyi románok képviselői kiadták a Blaj-kiáltványt, amely a magyar kormányrendszer elleni politikai nyilatkozat volt, ami felszámolta Erdély hosszú távú fennállását. Sürgette Erdély autonómiáját, országgyűlésének újranyitását az arányos képviselet alapján, valamint a nagyszebeni országgyűlés által jóváhagyott törvények elismerését. Pontosította, hogy a románok nem ismerik el a magyar országgyűlést, sem annak jogát, hogy Erdély számára törvényeket alkosson. A dokumentum egyúttal kifejezte a magyar intézmények elismerésének megtagadása és az ország politikai életének bojkottálása passzivista doktrína alapelveit.

## Határok
Az 1867-es felszámolása előtt az Erdélyi Fejedelemség északnyugaton és nyugaton a Magyar Királysággal, északkeleten a Habsburg Bukovinai Hercegséggel, délnyugaton a Katonai Határőrvidékkel, délen és keleten pedig a Moldvai és Havasalföld Egyesült Hercegségeivel.

## Demográfiai adatok
| Év        | Összesen         | románok | magyarok | németek | Megjegyzések                                     |
| --------- | ---------------- | ------- | -------- | ------- | ------------------------------------------------ |
| 1700      | ~500 000         | ~50%    | ~30%     | ~20%    | Jancsó Benedek becslése                          |
| 1700      | ~800 000–865 000 |         |          |         | Legutóbbi becslések                              |
| 1712-1713 |                  | 34%     | 47%      | 19%     | Hivatalos becslés                                |
| 1720      | 806 221          | 49,6%   | 37,2%    | 12,2%   | Kocsis Károly és Kocsisné Hodosi Eszter becslése |
| 1721      | -                | 48,28%  | 36,09%   | 15,62%  | Acsády Ignác becslése                            |
| 1730      | ~725 000         | 57,9%   | 26,2%    | 15,1%   | Osztrák statisztika                              |
| 1765      | ~1 000 000       | 55,9%   | 26%      | 12%     | Hóman Bálint és Szekfü Gyula becslése            |
| 1773      | 1,066,017        | 63,5%   | 24,2%    | 12,3%   |                                                  |
| 1784      | 1,440,986        | -       | -        | -       | Hivatalos népszámlálás                           |
| 1790      | 1 465 000        | 50,8%   | 30,4%    | -       |                                                  |
| 1835      | -                | 62,3%   | 23,3%    | 14,3%   |                                                  |
| 1850      | 2,073,372        | 59,1%   | 25,9%    | 9,3%    |                                                  |

## Kormányzók
| Név                                     | Kormányzósági ideje                    | Kormányzósága alatti uralkodó    |
| --------------------------------------- | -------------------------------------- | -------------------------------- |
| Bánffy György                           | 1691. január 20.–1708. november 15.    | I. Lipót, I. József              |
| Haller István                           | 1709. augusztus 10.–1710. május 2.     | I. József                        |
| Wesselényi István                       | 1710. május 2.–1713. március 31.       | I. József, III. Károly           |
| Kornis Zsigmond                         | 1713. március 31.–1731. december 14.   | III. Károly                      |
| Franz Anton Paul Wallis                 | 1732. július 19.–1734. december 2.     | III. Károly                      |
| Hallerkői Haller János                  | 1734. december 2.–1755. október 18.    | III. Károly, Mária Terézia       |
| Franz Wenzel Wallis                     | 1755. december–1758. július 6.         | Mária Terézia                    |
| Kemény László                           | 1758. július 6.–1762. május 7.         | Mária Terézia                    |
| Adolf Nikolaus von Buccow               | 1762. május 7.–1764. május 18.         | Mária Terézia                    |
| Hadik András                            | 1764. június 17.–1768. március 27.     | Mária Terézia                    |
| Karl O’Donnell                          | 1768. március 27.–1770. szeptember 28. | Mária Terézia                    |
| Joseph Maria von Auersperg              | 1771. január 31.–1773. április 8.      | Mária Terézia                    |
| Samuel von Brukenthal                   | 1774. július 6.–1777. július 16.       | Mária Terézia                    |
| Samuel von Brukenthal                   | 1777. július 16.–1787. január 9.       | Mária Terézia, II. József        |
| Bánffy György                           | 1787. január 9.–1822. július 5.        | II. József, II. Lipót, I. Ferenc |
| Jósika János                            | 1822. szeptember 11.–1834. október 15. | I. Ferenc                        |
| Habsburg-Estei Ferdinánd főherceg       | 1835. február 7.–1837. április 30.     | I. Ferenc, V. Ferdinánd          |
| Kornis János                            | 1838. október 5.–1840. augusztus 15.   | V. Ferdinánd                     |
| Teleki József                           | 1842. január 8.–1848. november 14.     | V. Ferdinánd                     |
| Mikó Imre                               | 1848. november 14.–1848. december 22.  | V. Ferdinánd, I. Ferenc József   |
| Vay Miklós                              | 1848. június 19.–1849. január 2.       | Ferenc József                    |
| Ludwig von Wohlgemuth                   | 1849. július 11.–1851. február 24.     | Ferenc József                    |
| Karl Philipp Borromäus zu Schwarzenberg | 1851. április 29.–1858. június 25.     | Ferenc József                    |
| Friedrich von Liechtenstein             | 1858. július 26.–1861. április 23.     | Ferenc József                    |
| Mikó Imre                               | 1860. december 10.–1861. november 21.  | Ferenc József                    |
| Ludwig Folliot de Crenneville           | 1861. november 26.–1867. április 2.    | Ferenc József                    |
| Péchy Manó                              | 1867. április 2.–1869. május 1.        | Ferenc József                    |